# Apokalipszis

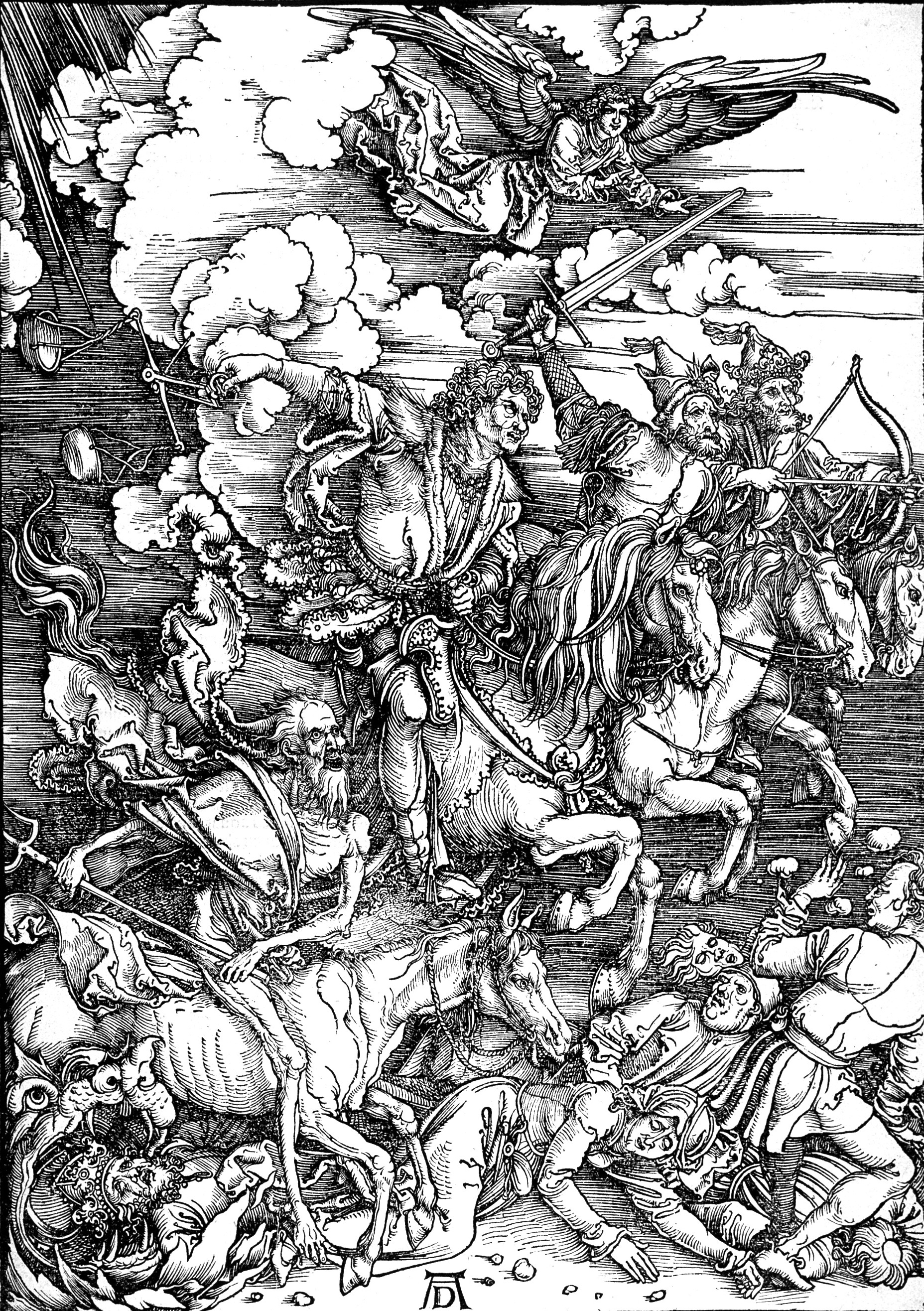
Albrecht Dürer: Az Apokalipszis négy lovasa

Az apokalipszis vagy apokaliptikus irodalom olyan irodalmi műfaj, amelyben egy természetfeletti lény kozmikus titkokat vagy a jövőt tárja fel az emberi közvetítő előtt.
Az apokaliptikus kinyilatkoztatások azonban nem kizárólag a jövőre vonatkoznak. Kozmológiával is foglalkozhatnak, beleértve a mennyország és az alsó régiók (pokol) földrajzát. A halottak ítélete azonban állandó és sarkalatos jellemző, hiszen minden kinyilatkoztatásnak az emberi sors áll a középpontjában.
Gyakran a világ végén bekövetkező, természetfeletti ihletésű, kataklizmatikus eseményeket jövendöl. Számos vallásban kozmikus méretű pusztulásként, illetve a "jó és a gonosz" hatalom végső küzdelmeként írja le az idők végezetét. 
A mai köznyelvben az apokalipszis szót gyakran a világ végével, vagy valamilyen nagy katasztrófával társítják.

## Etimológia
A szó ógörög eredetű (ἀποκάλυψις), jelentése: feltárás, kinyilvánítás, kinyilatkoztatás. Vallási szóhasználatban valamilyen igazságnak vagy tudásnak a nyilvánosságra hozatala.

## Korai vallások
Az ókorban meglehetősen gyakoriak voltak az égbe vagy az alvilágba vezető utazások leírásai. Példákat találhatunk már Homérosz Odüsszeájának 11. könyvében. Az ilyen kinyilatkoztatások egész hagyománya megtalálható a görög és római szövegekben. A görög anyagok némi hatást gyakoroltak a zsidó apokalipszisekre és a műfaj keresztény fejlődésére, de nem ez volt az elsődleges forrás. Az ókori babiloni hagyományban a mennybe emelkedésnek és az alvilágba való leszállásnak is vannak hagyományai. Különösen figyelemreméltó Kr. e. 7. századból származó "Alvilág látomása", amelyben a látó álomvízióban száll le az alvilágba.
A lélek halál utáni felemelkedése a korai időktől fogva fontos motívum volt a perzsa eszkatológiában. Az egyetlen perzsa példa az alapos felemelkedés-típusú apokalipszisre a Kr. e. 9 századi, zoroasztiánus Arda Viraf  könyve. Ezek a felemelkedési hagyományok (görög, babiloni és perzsa) függetlenek voltak egymástól, de mindegyik befolyásolhatta bizonyos mértékig a zsidó és keresztény apokalipszist. A halottak ítélete, amely központi apokaliptikus motívum, széles körben megjelent az ókori Egyiptom vallásában.
Az egyiptomi Halottak Könyve 175. fejezete szerint a világnak kozmikus pusztulás vet véget, mely során az égbolt leszakad, az elemek újraegyesülnek, az emberi és isteni szféra egyaránt elpusztul. 
Az ősi germán Ragnarök szerint Heimdall isten kürtje jelzi a végső küzdelem idejét, mely során "eljön.. az a Hatalmas, aki mindenek ura és ítélője lesz..
A római császárkori gyűjtemény, az Oracula Sibyllina  a világ végi eseményeket a biblikus apokaliptikus írásokhoz hasonlóan festi le. 
A kereszténység előtti indoeurópai kultúrák (hinduk, görögök, rómaiak) ciklikusan ábrázolták az időt, egy négyciklusos sorozat szerint, amelyet a klasszikus görög-római hagyomány aranykor, ezüst-, bronz- és vaskorszaknak nevez. Mind a négy fázis végén az ember fokozatosan eltávolodik az erénytől és a jóságtól. 
Sok vallás foglalkozik azzal a témával, hogy az ember eltávolodik az istenivel való eredeti közösségétől. 
A dualista világszemlélet hatással volt a Krisztus előtti 1. században a zsidó esszénus szektára is, amelynek nézeteit a Holt-tengeri tekercsek tükrözik.
Az ókor egyik legfontosabb apokaliptikus hagyománya kétségtelenül a perzsa. Ez a hagyomány elsősorban a pahlavi-irodalomban található, amelyet a késő szászáni és a korai iszlám korszakban állítottak össze. Ezen összeállítások közül az egyik legfontosabb a Bundahis , amely a kozmogóniával és a kozmológiával foglalkozik, és az eszkatológia fontos részei vannak az benne. Egy másik a Dénkard , amely többek között az apokaliptikus események szisztematikus leírását tartalmazza, a szászáni birodalom bukásától a világ helyreállításáig. Néhány kulcsfontosságú apokaliptikus motívum, mint például a jó és a rossz erői közötti végső harc a végidőben, valamint a lélek halála utáni ítélete, már a gáthákban , Zoroaszter himnuszaiban is megtalálhatók, amelyek kb. Kr.e. 1000-ből származnak.
További fontos perzsa írások a témában: a Wizīdagīhā ī Zādspram és a Dādestān ī Dēnīg. Ez utóbbi kompozíció olyan témájú kérdéseket és válaszokat tartalmaz, mint a feltámadás és a világ megújulása. Szintén kérdés-válasz formába öntött a Dādestān ī Mēnōg ī Xrad (A Bölcsesség Szellemének ítéletei), amelyben egy fiktív figura, akit Dānāg-nak hívnak, kérdéseket intéz a Bölcsesség Szelleméhez. E kérdések némelyike eszkatológiai kérdéseket érint.
Nem világos, hogy az apokaliptikus műfaj fejlődése a judaizmusban jelentős mértékben a perzsa zoroasztriánus hatásnak köszönhető-e, a perzsa anyagok datálásának nehézsége miatt.

## Ábrahámi vallások
Az egyistenhitre épülő vallásokban (judaizmus, kereszténység, iszlám) Ádám bukása a kiindulópont, amelyet követően a Földön létrejön a Gonosz vagy Sötétség Királysága. A vallások eszkatológiájában azonban ezt isteni beavatkozás követi, az emberiség Megváltójának érkezése, aki a kereszténységben Jézus Krisztus, akit már a próféták hirdettek a judaizmus irataiban. 
A monoteista vallások eszkatologikus sémája hasonló: az emberiség spirituális hanyatlása → az Istentől való száműzetés → az emberiség végső eltorzulása és a végidők "jelei", a végső csata, az Armageddon - a fény és a világ gyermekei között. A Föld végleges helyreállítása a régóta várt Megváltó és az isteni ítélet eljövetelével történik meg. Van azonban néhány különbség is. 
Az emberi történelem „végének” vagy a gyökeres változások új korszakának várása rendkívül fontos volt (és ma is az) a keresztény hagyományban, de a judaizmusban és az iszlámban is. Hasonló gondolatok sok más kultúrában is megtalálhatók. Ilyen például a melanéziai rakománykultusz vagy az amerikai indiánok szellemtánca a 19. század végén (bár erre a keresztény eszméknek is hatása volt).
Az apokaliptika történelmi típusát nehéz megkülönböztetni a millennializmustól, amely kifejezés maga is a Jelenések 20. fejezetében szereplő ezeréves uralkodás várásából származik, de a radikális változás és az utópisztikus jövő várakozását jelenti. Szintén az apokaliptikához kapcsolódik a messianizmus, vagyis a messiás vagy megváltó figura várása. A megváltó alakba vetett hit már a zoroasztriánus Avesztában kialakult. A zsidó hagyományban eredetileg a júdeai királyság visszaállítására utalt.
Néhány apokalipszis központi szerepet tulajdonít a messiásnak (pl. Krisztus a Jelenések könyvében, vagy a zsidó messiás a 4. Ezsdrásban, amely nem összetévesztendő Ezsdrás görög apokalipszise című művével). A legkorábbi zsidó apokalipszisekben azonban, az 1 Énok és Dániel könyvében, nincs helye a messiásnak. Ellenkezőleg, a téma a messiástól inkább a politikai rend helyreállítása a Földön, mintsem a kozmikus felfordulás előidézése. A messianizmus és az apokaliptika tehát átfedhetik egymást, de a két kategória nem azonos.

## A zsidóság és a kereszténység
Az apokalipszis a korai zsidó és keresztény irodalom terminológiájában olyan rejtett dolgok kinyilatkoztatása, amelyeket Isten adott valamelyik kiválasztott emberének, vagy (még gyakrabban) egy ilyen kinyilatkoztatás írásos beszámolója. 
A közelmúltban az apokaliptikus irodalom vagy apokalipszis elnevezést általában a zsidó és keresztény Szentírás minden olyan részének magában foglalására használták, legyen az kanonikus vagy apokrif, amelyekben az eszkatológiai jóslatok kinyilatkoztatás formájában szerepelnek. Az, hogy ezt a kifejezést kissé lazán használják, és gyakran belefoglalják azt is, ami nem igazán apokaliptikus, részben annak a ténynek köszönhető, hogy ennek az irodalomi műfajnak, mint különálló osztálynak a tanulmányozása viszonylag új keletű.
Az apokalipszis a mennyei vagy jövőbeli idők és a világ történéseit, vagy általánosságban az emberek jelenlegi tudása elől rejtett dolgokat tárja fel; így beszélhetünk apokaliptikus könyvekről és irodalomról.
Az apokalipszisek stílusa, jelképvilága szoros kapcsolatban áll az Ószövetség próféciáinak a végső időkre, Isten ítéletére vonatkozó elemeivel. 
A zsidó és keresztény apokaliptikus műfaj Kr.e. 250 – Kr.u. 250 között virágzott, de előzményei sokkal régebbre vezethetők vissza, a zsidó prófétai és bölcsességi hagyományokra (pl. Ezékiel 1-3 és Zakariás 1-6), valamint a az ókori Közel-Kelet mitológiáira, amelyek a szimbólumok örökségét hagyták maguk után (pl. a tenger, mint a káosz szimbóluma a Dániel 7. részben és a Jelenések 13:1-ben). A zoroasztriánus dualizmus is szerepet játszhatott.

### Zsidó apokalipszis
Az apokalipszis jellemző vonásai a következők:
- A rejtélyek feltárása. A Magasságos határozott útmutatást ad kiválasztott embereinek a rejtett dolgokkal kapcsolatban, legyenek azok az emberi érzékeléstől teljesen idegen dolgok, vagy az emberi történelem olyan eseményei, amelyek még nem következtek be. A mennyország néhány titka kisebb-nagyobb részletességgel feltárásra kerül: Isten céljai; az angyalok és a gonosz szellemek tettei és tulajdonságai; a természeti jelenségek; a közelgő események, különösen azok, amelyek Izrael jövőjével kapcsolatosak; a világ vége; a végső ítélet és az emberiség sorsa; a messiási kor; képek a mennyről és a pokolról. Énok könyvében, a legátfogóbb zsidó apokalipszisben a kinyilatkoztatás mindezeket a különféle elemeket tartalmazza.[7]

- A rejtély feltárása látomáson vagy álmokon keresztül történik. A kinyilatkoztatás módja és annak tapasztalata, aki megkapja, általában többé-kevésbé előtérbe kerül. Általában, bár nem mindig, az elbeszélés első szám első személyben történik.

Ahogy Dániel hosszú böjt után a folyó mellett áll, egy mennyei lény jelenik meg előtte, és a kinyilatkoztatás bekövetkezik. Jánosnak az újszövetségi Jelenések könyvében van egy hasonló tapasztalata. De van amikor a próféta az ágyán fekszik, népe jövője miatt szorongva, egyfajta transzba esik, és a látomásaiban a jövő megnyilatkozik.
- Az angyalok, mint a kinyilatkoztatás hordozóinak bemutatása szintén állandó jellemző. A Magasságos nem személyesen beszél (ellentétben a korai héber elbeszélésekkel, Amos látomásaival), hanem a látó a mennyei hírnökök közvetítésével kapja útmutatásait, akik a látnok vezetőiként vagy tolmácsaiként működnek. A láthatatlan világ titkai tárulnak fel a szemei előtt, elmagyarázva neki, amit lát, válaszolnak a kérdéseire, és feltárják előtte a jövőt. Alig van példa olyan apokalipszisre, amelyben az angyalok üzenetközvetítő szerepe ne kerülne kiemelésre.[7]

- Az író fő témája a jövő. Az apokalipszis elsősorban egy prófécia, amelynek általában kifejezetten vallásos célja van, és célja, hogy bemutassa Isten módját, ahogyan bánik az emberekkel, és végső céljait. Az író olykor nagyon szemléletesen mutatja be a közelgő eseményeket, különösen azokat, amelyek a jelen kor végével kapcsolatosak. A víziókban gyakran szerepelnek a már megtörtént események is, de általában csak azért, hogy megfelelő történelmi hátteret adjon a próféciának, hiszen az egymást követő események képe észrevétlenül megy át az ismertből az ismeretlenbe.[7]

- Az apokalipszis egy másik jellemzője a fantasztikus képek használatában jelenik meg. A legjobb szemléltetést a különös élőlények adják, amelyek oly sok látomásban szerepelnek – „vadállatok”, amelyekben az emberek, állatok, madarak, hüllők vagy más lények tulajdonságai megdöbbentő és gyakran groteszk módon viselkednek.[7]

Kanonikus
- Ésaiás 24–27. rész; 33; 34–35
- Jeremiás 33:14–26
- Ezékiel 38–39. rész
- Dániel 7–12. rész
- Jóel 3:9–17
- Zakariás 12–14. rész

Nem kanonikus
Az apokrif iratok egy csoportját víziókban megfogalmazódó ún. apokaliptikus apokrifok alkotják.
- Ádám apokalipszise
- Ábrahám apokalipszise
- Énok harmadik könyve
- Mózes apokalipszise
- Sedrach apokalipszise
- Sofóniás apokalipszise
- Zerubbábel apokalipszise
- Gábriel kinyilatkoztatása
- Genesis Apocryphon
- Báruk görög apokalipszise
- Dániel görög apokalipszise
- Ezdrás görög apokalipszise
- Sefer Illés
- Báruk szír apokalipszise

### Keresztény apokalipszis
A tágabb értelemben vett apokaliptika fontos tényező volt a kereszténység felemelkedésében és terjedésében. Míg a Názáreti Jézus megértése végtelen vita tárgyát képezi, az evangéliumok apokaliptikus prófétaként ábrázolják, aki megjósolta, hogy az „Emberfia” eljön az ég felhőin, hogy megmentse a választottakat és megítélje az embereket.
A korai kereszténységet gyakran "apokaliptikus mozgalomnak" mondják, bár az Újszövetség egyetlen apokaliptikus könyve a Jelenések. 
A szót gyakran a világ végével, végítélettel, Krisztus második eljövetele, az armageddoni ütközettel kapcsolatban használják. 
Az apokaliptikus műfaj a judaizmusban hanyatlott az i.sz. 1. század után, bár a mennyei felemelkedések továbbra is fontos szerepet játszottak a zsidó misztikus hagyományban. Ezzel szemben a műfaj virágzott a kereszténységben.
A kereszténységben gyakran a Jelenések könyvét értik alatta, mint János végidőre szóló apokalipszisét. Ugyanakkor Jézusnak is tulajdonítanak apokaliptikus kijelentéseket: pl. a Márk 13-at gyakran nevezik márki apokalipszisnek.
A Jelenések könyvében ábrázolt kozmikus változás várására az egyházi hatóságok gyanakvással tekintettek. Az egyházatyák hajlamosak voltak az apokaliptikus jelképeket a jelenre való hivatkozással értelmezni. Hippói Ágoston a Jelenések 20. fejezetének ezeréves uralmát az egyház idejére utalva értelmezte, és úgy vélte, hogy az első feltámadás lelki és ebben az életben történik. Ez az értelmezési irányvonal nagy hatást gyakorolt, és hatástalanította az apokaliptikus várakozás szerepét a fő (katolikus) egyházban.
Később az apokaliptikus várakozások szerepet játszottak a középkori keresztes hadjáratok megindításában is, amelynek döntő alakja Fiore Joachim, a 12. századi apát volt. Ő a Szentlélek országának közelgő eljövetelét hirdette. A joachimizmus alapján a történelem három egymást követő szakasza: az Atya kora (Ószövetség), a Fiú kora (Újszövetség 1260-ig) és a Szentlélek kora (1260 után).
A középkori keresztes hadjáratok, háborúk, járványok, társadalmi instabilitás és a klérus laza erkölcse teremtették meg azt a környezetet, amelybõl a 13. és 14. században a flagellánsok származtak. 
A jelen világrend megdöntésével kapcsolatos apokaliptikus várakozások radikális keresztény mozgalmakat tápláltak a késő középkorban, nevezetesen még a ferences disszidenseket és a korai reformátorokat, mint például John Wyclif és követői, a lollardok. Ezek a radikálisok gyakran antikrisztusnak tekintették a pápaságot.
Az apokaliptikus remények adták azt az ideológiát is, amely parasztlázadások egész sorát inspirálta, és a radikális reformáció forradalmárai által is áradtak az apokaliptikus próféciák.
Németországban Thomas Müntzer radikális prédikációja az 1525-ös parasztlázadásban csúcsosodott ki, és az anabaptisták Münsterben megalapították az „Új Jeruzsálemet”, egy messiási „király”, Leydeni János vezetése alatt (1534). Egy évszázaddal később Angliában a puritán forradalmárok "a Magasságos szentjeinek" tekintették magukat, akiket Dániel könyve említ, míg Gerrard Winstanley, valamint akiket inspirált, a Jelenések könyvéből merítettek.
A modern korban egyes új vallási mozgalmakat szintén apokaliptikus vagy millenarista nézet jellemez; megkísérlik azonosítani az antikrisztust, készülnek a parúziára, hisznek abban, hogy közel a világvége és egy új ég és új föld fogja felváltani a régit.
Az apokaliptikus várakozások sötét fejezete a kormányzati szervekkel való tragikus konfliktusokhoz és katasztrófához vezetett. Az 1970-es években a Jim Jones vezette Népek Temploma tagjai követtek el a guyanai dzsungelban tömeges öngyilkosságot, közel ezer ember halálát okozva. Hasonló tragédia történt 1993-ban Texasban, Waco közelében. Itt a hetednapi adventistákból kiszakadt dávidisták hosszú hetekre tűzharcba keveredtek az FBI-val, és a csoport mintegy 80 tagja halt meg.

#### Apokaliptikus írások
Kanonikus
- Máté 24. rész
- A juhok és a kecskék példázata (Máté 25:31-46)
- Márk 13. rész
- 2 Thessz. 2. rész
- 1 Timóteus 4. rész
- 2 Péter 3.
- Júd 14–15
- Jelenések könyve

Nem kanonikus
- Pál apokalipszise
- Péter apokalipszise
- István apokalipszise
- Tamás apokalipszise
- Illés apokalipszise

## Gnoszticizmus
A gnosztikus apokalipszisek abban különböznek a zsidó és keresztény apokalipszisektől, hogy hangsúlyt fektetnek a jelenben a gnózisra, vagyis az üdvözítő tudás általi megváltásra. A kozmikus átalakulás iránti érdeklődés elvész, bár egyes gnosztikus apokalipszisek e világ pusztulását vizionálják. A kinyilatkoztatások gyakran párbeszédek vagy diskurzusok, nem pedig látomások formájában jelennek meg. Az emberiség eredete és bukása kiemelt téma. A műfaj legfontosabb átalakulása azonban abban rejlik, hogy a megváltás idejével kapcsolatban inkább a jelenre összpontosít, mint a jövőre.
Gnosztikus apokaliptikus könyvek például: 
- Péter apokalipszise
- Jakab első apokalipszise
- Jakab második apokalipszise
- Pál kopt apokalipszise

## Iszlám
Az apokaliptikus várakozások kezdettől fogva jelentős szerepet játszottak az iszlámban. Ezek magukba foglalják a halottak feltámadását, az ítélet és az üdvösség napját, valamint az elkárhozást. Ide tartoznak a feltámadáshoz vezető előkészítő események is, beleértve a mahdī, az iszlám messiás eljövetelét. Már a Korán is számos utalást tartalmaz "az órára". Az iszlám nézeteket a zsidó, keresztény és perzsa hagyományok befolyásolták.
Az iszlám történetében számos mozgalom volt, amelyek apokaliptikus vagy messiási retorikával hirdették egy új korszak hajnalát. A 20. század végén és a 21. század elején az iszlám fundamentalizmussal kapcsolatban felerősödött az ilyen retorika.